# Kanton Le Malesherbois
Le Malesherbois ( tot 2021 Kanton Malesherbes) is een kanton van het Franse departement Loiret. Het kanton maakt deel uit van het arrondissement Pithiviers. De naam werd gewijzigd door het decreet van 4 februari 2021 om het in overeenstemming te brengen met de naam van de hoofdplaats na de fusie van 2016. Het kanton wordt ook officieus Le Gâtinais Beauceron genoemd.

## Gemeenten
Het kanton Malesherbes omvatte tot 2014 de volgende 17 gemeenten:
- Audeville
- Césarville-Dossainville
- Coudray
- Engenville
- Intville-la-Guétard
- Labrosse
- Mainvilliers
- Malesherbes (hoofdplaats)
- Manchecourt
- Morville-en-Beauce
- Nangeville
- Orveau-Bellesauve
- Pannecières
- Ramoulu
- Rouvres-Saint-Jean
- Sermaises
- Thignonville

De herindeling van de kantons door het decreet van 25 februari 2014 met uitwerking op 22 maart 2015 breidde het kanton uit tot 55 gemeenten.

Op 1 januari 2016 werden de gemeenten Coudray, Labrosse, Mainvilliers, Malesherbes, Manchecourt, Nangeville en Orveau-Bellesauve samengevoegd tot de fusiegemeente (commune nouvelle) Le Malesherbois.
Sindsdien omvat het kanton volgende gemeenten:
- Ascoux
- Augerville-la-Rivière
- Aulnay-la-Rivière
- Auxy
- Barville-en-Gâtinais
- Batilly-en-Gâtinais
- Beaune-la-Rolande
- Boësses
- Boiscommun
- Bondaroy
- Bordeaux-en-Gâtinais
- Bouilly-en-Gâtinais
- Bouzonville-aux-Bois
- Boynes
- Briarres-sur-Essonne
- Bromeilles
- Chambon-la-Forêt
- Chilleurs-aux-Bois
- Courcelles
- Courcy-aux-Loges
- Desmonts
- Dimancheville
- Échilleuses
- Égry
- Escrennes
- Estouy
- Gaubertin
- Givraines
- Grangermont
- Juranville
- Laas
- Lorcy
- Le Malesherbois
- Mareau-aux-Bois
- Marsainvilliers
- Montbarrois
- Montliard
- Nancray-sur-Rimarde
- La Neuville-sur-Essonne
- Nibelle
- Ondreville-sur-Essonne
- Orville
- Puiseaux
- Ramoulu
- Saint-Loup-des-Vignes
- Saint-Michel
- Santeau
- Vrigny
- Yèvre-la-Ville